# 서요
서요 또는 카라 키타이(중국어 간체자: 哈剌契丹, 정체자: 喀喇契丹, 병음: Kālā Qìdān 또는 중국어: 黑契丹, 병음: Hēi Qìdān, 직역: 검은 거란족), 공식적으로 대요(중국어 정체자: 大遼, 병음: Dà Liáo)로도 알려져 있으며, 중앙아시아에 기반을 둔 거란족의 야율 가문이 통치한 왕조 정권이었다. 거란족이 이끄는 요나라의 잔존국이었던 서요는 문화적으로 상당 부분 중국화되었는데, 특히 요나라 난민들로 구성된 엘리트 계층에서 두드러졌다.
이 왕조는 야율대석 (덕종)이 여진족이 이끄는 금나라의 북중국 정복을 피해 만주에서 중앙아시아로 요나라 잔존 세력을 이끌고 와서 건국하였다. 이 제국은 1211년 쿠츨루크 휘하의 나이만족에 의해 찬탈당했는데, 비록 1218년 몽골 정복이 있기 전까지 제국이 멸망하지는 않았지만, 중국, 페르시아, 아랍의 전통적인 사료들은 이 찬탈을 왕조의 종말로 간주한다. 서요의 일부 잔존 세력은 남부 이란에서 쿠틀루그-카니드 왕조를 형성하기도 하였다.
서요의 영토는 현대 중화인민공화국, 카자흐스탄, 키르기스스탄, 몽골, 타지키스탄, 우즈베키스탄의 일부에 해당하였다. 아누시테긴 왕조, 카를루크족, 고창국, 캉갈리족, 카라한 칸국은 역사상 어느 시점에서 서요의 제후국이었다. 요사와 같은 중국 및 이슬람 역사 기록 자료들은 서요를 합법적인 중국의 왕조로 간주했다.

## 명칭
1124년, 야율대석에 의해 건국된 서요는 계속해서 "대요"라는 중국식 왕조 명칭을 사용하였다. 그러나 역사학에서는 이 정권을 일반적으로 "서요" 또는 "카라 키타이"라고 부른다. 서요인들은 스스로를 "서요"나 "카라 키타이"라고 부르지 않았다. 그들은 자신들을 요나라의 정당한 계승자로 여겼고, 자칭으로 거란어 명칭 "대요 거란"("중국어로 대요")을 계속 사용했다. "서요"는 중국식 명칭이고 "카라 키타이"는 투르크-몽골어 용어이다. "카라 키타이"는 몽골 침략 이전의 이슬람 문헌에서는 찾아볼 수 없으며, 몽골 침략 이후 투르크-몽골어 사용자들이 "요" (후라)라는 단어를 카라 (검은색)로 오인하면서 생겨났다. "카라 키타이"는 국가의 일반적인 중앙아시아 명칭이 되었고, 투르크-몽골어에서 '카라'의 의미에 따라 종종 "검은 거란족"으로 번역된다. "검은 거란족" (黑契丹)은 중국어에서도 사용된 것이 발견된다. 문자 그대로 "검은색"을 의미하는 "카라"는 오행 (wuxing) 이론에 따라 요나라의 왕조 색깔인 검은색과 그 왕조 원소인 물과 일치한다. 이슬람 역사가들은 초기에는 이 국가를 "키타이"라고 불렀는데, 이는 "거란"의 위구르 형태에서 유래했을 수 있으며, 위구르어에서는 최종 -n 또는 -ń이 -y로 변형되었다. 그들은 몽골 침략 이후 "카라 키타이"라는 이름을 채택했다.
요나라 시기 북동중국과 몽골에서 거란족의 지배력과 이후 중앙아시아에서 중국인으로 인식된 서요의 영향력으로 인해, "키타이"라는 용어는 중앙아시아, 러시아, 북서중국 인근 사람들에게 "중화인민공화국"을 의미하게 되었다. 이 이름은 이후 이슬람 및 러시아 문헌을 통해 중세 유럽에 소개되어 "캐세이"가 되었다. 현대에도 중국 신장 지역의 위구르족과 카자흐스탄 및 인접 지역의 카자흐인, 그리고 러시아인과 불가리아인과 같은 일부 슬라브족에게는 키타이와 관련된 단어들이 여전히 중국을 나타내는 이름으로 사용된다.

## 역사

### 기원
서요 제국은 거란족이 이끈 요나라의 잔존 세력으로 알려져 있다. 1114년부터 1125년까지 여진족이 이끈 금나라는 요나라를 정복했다. 1122년, 두 무리의 거란인들이 금나라의 침략을 피해 서쪽으로 도주했다. 이 무리 중 하나는 야율대석이 이끌었으며, 그는 천조제가 있는 서하 왕국 국경에 합류했다. 야율대석은 1123년 금나라에 붙잡혀 천조제의 진영으로 금군을 이끌도록 강요당했고, 이로 인해 천조제와 그의 아들 한 명을 제외한 요나라 황실 전체가 포로가 되었다. 야율대석은 나중에 천조제와 다시 합류했지만, 황제는 1125년 초에 포로가 되어 1128년 금나라 조정에서 사망했다.

### 서요의 건국

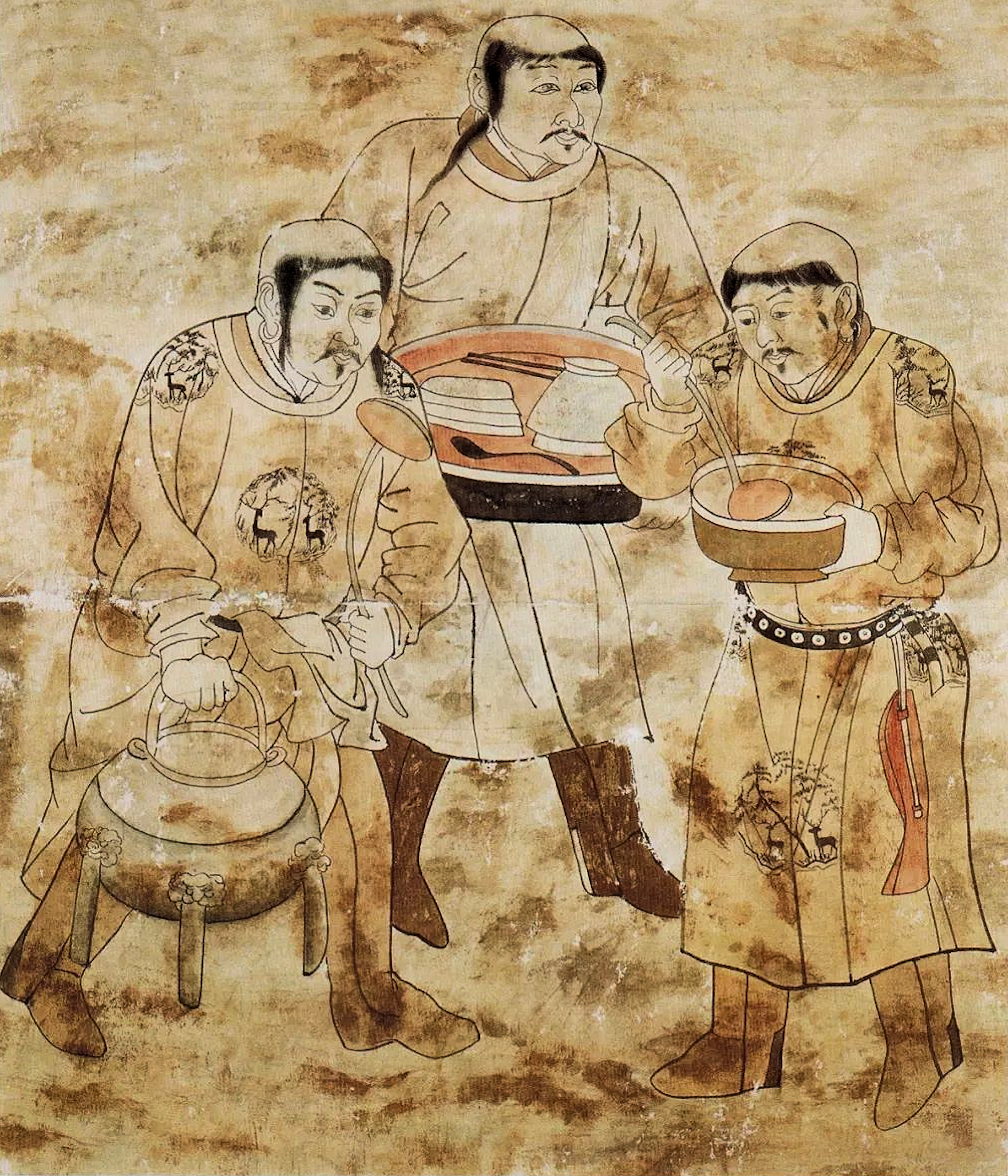
내몽골 츠펑시 거란 무덤 벽화.

1124년, 야율대석은 북서쪽으로 도주하여 오르홍강의 케둔(진주) 군사 주둔지에 본부를 설치했다. 야율대석은 20,000명에 달하는 주둔군으로부터 충성을 확보하고 스스로 구르한(보편 칸)이 되었다. 그는 1129년에 두 개의 금나라 부족을 정복했다. 1130년, 야율대석은 새로운 영토를 찾아 그의 군대를 더욱 서쪽으로 이끌었고, 그곳에서 에밀강가에 마을과 그의 첫 번째 기지를 정착시켰다. 1년 안에 그는 고창의 종주국이 되었고, 트란스옥시아나에 발판을 마련했다. 1131년, 그는 카슈가르의 카라한족을 공격했지만 격퇴당했다. 그러나 나중에 동쪽의 야율유두에게 점령당한 후, 그는 돌아와 병력을 강화하여 마침내 카야리크와 알말릭 지역으로 세력을 확장했다. 1134년 그는 발라사군 (현대 키르기스스탄)의 카라한족 도시를 정복하여 인근의 캉갈리족, 카를루크족, 키르기스족, 그리고 고창국을 종속시켰다. 카슈가르, 호탄, 베시발리크. 1137년, 그는 후잔트 근처에서 서카라한족을 격파하고 페르가나와 타슈켄트를 합병했다. 야율대석의 군대는 이전에 카라한족의 신민이었던 10,000명의 거란인에 의해 더욱 강화되었다. 그들은 카슈가르, 호탄, 베시발리크를 정복했다.

### 카트완 전투
서카라한족은 셀주크 제국의 봉신이었고 카라한족의 통치자 마흐무드 2세는 셀주크 군주 아흐마드 산자르에게 보호를 요청했다. 1141년, 산자르는 그의 군대와 함께 사마르칸트에 도착했다. 서요인들은 화레즘 샤 (또한 셀주크의 봉신)에 의해 셀주크 영토를 정복하도록 초청받았고, 카라한족 및 셀주크와 분쟁 중이던 카를루크족의 개입 요청에 응답했다.
서요군은 자료에 따라 2만에서 70만 명에 이르렀고, 셀주크군은 10만 명에 달했다. 많은 이슬람 자료들은 서요군이 셀주크군보다 훨씬 많았다고 시사했지만, 일부 동시대 이슬람 작가들은 전투가 비슷한 규모의 군대 사이에서 벌어졌다고 보고하기도 했다. 서요군은 또한 3만에서 5만 명의 카를루크 기병의 증원을 받았다고 한다.
카트완 전투는 1141년 9월 9일, 사마르칸트 북쪽 카트완 평원에서 벌어졌다. 서요군은 동시에 셀주크군을 공격하여 포위했고, 셀주크군의 중앙을 사마르칸트에서 약 12km 떨어진 다르감이라는 와디로 밀어 넣었다. 사방으로 포위된 셀주크군은 전멸했고 산자르는 간신히 탈출했다. 사망자 수는 11,000명에서 100,000명에 이르렀다. 전투에서 포로로 잡힌 이들 중에는 셀주크 군 사령관과 산자르의 아내도 있었다. 셀주크의 패배로 트란스옥시아나 전역이 서요에게 넘어갔다.
승리 후, 야율대석은 사마르칸트에 90일간 머물며 무슬림 귀족들의 충성을 받아들이고 마흐무드의 형제 이브라힘을 사마르칸트의 새 통치자로 임명했다. 야율대석은 부하라의 부르한 가문이 계속 통치하도록 허용했다. 이 전투 이후 화레즘은 서요의 봉신국이 되었다. 1142년, 야율대석은 에르부즈를 화레즘으로 보내 지방을 약탈하게 했고, 이는 아트시즈로 하여금 연간 3만 디나르의 조공을 바치도록 강요했다.

### 영토 범위
1143년의 서요는 대략 현대의 신장, 키르기스스탄, 우즈베키스탄, 타지키스탄, 남부 카자흐스탄에 해당하는 영토를 포괄하는 영역이었다. 제국의 직접 통치 하에는 수도인 발라사군 주변 지역이 있었다. 그 주변에는 고창국, 동서 카라한 칸국, 화레즘, 그리고 카를루크족 부족들이 종속 왕국으로 존재했다. 서쪽 국경은 아무다리야강으로 정해졌지만, 서요인들은 1180년대까지 호라산에서 활동했으며, 발흐는 1198년까지 그들의 지배하에 있었다. 북쪽으로는 발하시호 북쪽의 예니세이 키르기스족과 1175년까지 국경을 맞대고 있었는데, 그들이 더 남쪽으로 후퇴하면서 국경이 바뀌었다. 남쪽 경계는 발흐에서 호탄을 거쳐 하미까지 뻗어 있었다. 동쪽 제국의 경계는 정의하기 어렵지만, 서요인들은 1175년까지 알타이산맥 동쪽의 나이만족에 대해 어느 정도 주권을 행사했다.

### 금나라와의 갈등
중앙아시아 침략과 동시에 야율대석은 금나라를 공격하고 요나라 영토를 되찾기 위해 침략군을 보냈지만, 이러한 노력은 결실을 맺지 못하고 패배로 끝났다. 야율대석은 원래 금나라로부터 북중국을 탈환하고 요나라가 한때 차지했던 영토를 회복하기를 희망했다. 그러나 1134년 금나라에 대한 참혹한 공격 이후 그는 곧 금나라에 비해 자신의 제국의 상대적인 약점을 깨닫고 그 생각을 포기했다. 서요는 1146년에도 금나라의 우월성에 도전했으며, 1156년, 1177년, 1185년, 1188년에도 계속해서 금나라를 상대로 정찰병과 소규모 군사 부대를 보냈다. 이는 처음 2세대 동안 재정복에 대한 상당한 관심이 남아 있었음을 시사한다.

### 소탑불연 (재위 1143-1150)

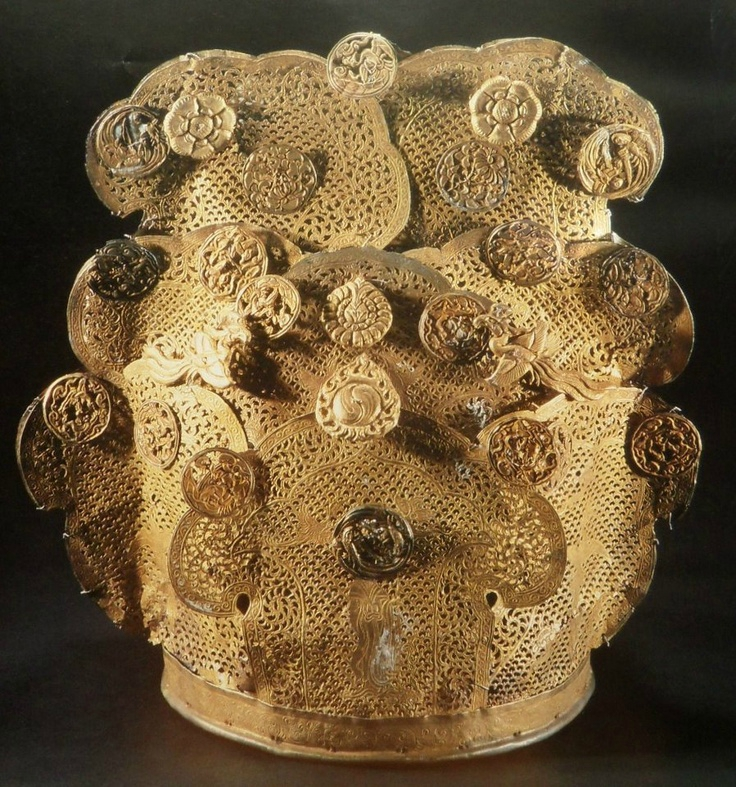
거란 금관

야율대석이 죽자, 그의 아내이자 친사촌인 소탑불연(1143-1150)은 그들의 아들의 섭정이 되었다. 소탑불연은 감천(感天) 황후, 구르한(Gurkhan), 그리고 대석(Dashi)이라는 존칭을 사용했다. 그녀의 후계자들은 구르한과 대석 칭호를 유지했다. 요사는 소탑불연이 단지 섭정이었다고 기록하지만, 이슬람 자료들은 그녀의 칭호가 암시하듯이 그녀가 왕국에 대한 무제한적인 권력을 가졌다고 말한다.
야율대석의 죽음을 틈타, 오구즈족은 부하라를 침략했지만, 1152년 이전에 쿠탈과 발흐에 위치했던 것으로 보아 격퇴되었을 가능성이 높다. 1143년, 셀주크 술탄 아흐마드 산자르는 화레즘을 공격하여 호라산을 점령했다. 아트시즈는 다시 셀주크의 신민이 되었지만, 실제로는 계속해서 서요에 조공을 바쳤다. 이븐 알 아티르에 따르면, 아트시즈는 산자르가 서요인들을 두려워했기 때문에 살아남을 수 있었다. 산자르는 또한 1148년 부하라에서 주조된 주화가 암시하듯이, 그의 죽음까지 트란스옥시아나에서 권력을 행사했을 수도 있다. 1144년, 고창은 금나라에 조공을 바쳤다. 금나라는 서요에 니안거 한누(Niange Hannu)라는 사신을 보냈다. 그가 1146년 소탑불연을 만났을 때, 그는 그녀 앞에서 말에서 내리기를 거부하고 자신이 천자의 사신으로서 우월한 조정에서 왔다고 선포하며 금나라 조정에 복종을 요구했다. 그가 금나라가 그들의 영토를 침략하기 위해 군대를 보낼 준비가 되어 있다고 위협하자, 황후는 그를 처형했다. 그의 운명은 서요의 탈영병들로 인해 1175년에야 금나라에 알려졌다.

### 야율이열 (재위 1150-1163)

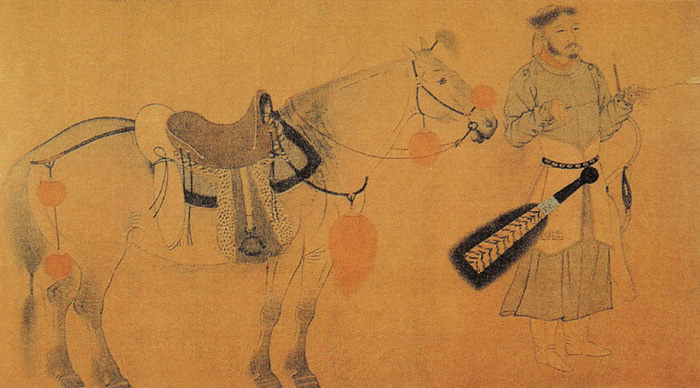
거란 기병.

아들인 야율이열은 1150년부터 1163년까지 통치했다. 그의 13년 재위 기간 동안 요사에 기록된 유일한 행위는 18세 이상 인구에 대한 인구조사를 실시한 것이다. 그 결과 총 84,500가구가 집계되었다. 이 적은 수치는 몽골 침략 이전 사마르칸트의 100,000가구보다 적은 것으로, 아마도 거란족이 직접 통치했던 발라사군과 그 주변 지역으로 지리적 범위가 제한되었기 때문일 것이다. 정착 인구조차 이 조사에 포함되었는지는 알려져 있지 않다.
야율이열의 통치 기간 동안, 호라산에서는 오구즈족이 아흐마드 산자르에 대항하여 반란을 일으켰다. 서요인들은 트란스옥시아나에서 오구즈족을 이주시켜 발흐로 밀어냈고, 그곳에서 산자르는 카트완에서의 손실 때문에 그들에게 많은 세금을 부과했으므로 서요인들도 어느 정도 책임이 있었다. 오구즈 반란은 발흐의 총독인 아미르 쿠마치(Amir Qumach)에 의해 야기되었는데, 그는 1152년 구르인에 대항하기 위해 오구즈족의 지지를 얻었다. 그러나 오구즈족은 구르인에게 이탈하여 그들이 일시적으로 발흐를 점령할 수 있게 했다. 도시를 재탈환한 후, 쿠마치는 오구즈족에 대한 세금 부담을 늘렸다. 1153년, 오구즈족은 셀주크 세금 징수원을 살해했고 쿠마치는 그들을 공격하여 보복했다. 이어진 충돌에서 쿠마치와 그의 아들들은 살해되었고, 산자르는 패배하여 포로로 잡혔다. 오구즈족은 호라산을 약탈했고, 산자르는 1156년에 포로 상태에서 탈출했지만 이전의 권위를 회복하지 못했다. 그는 다음 해에 사망했다.
서요인들이 호라산 분쟁에 직접적으로 관여했다는 증거는 없지만, 이 시기에 튀르크 지도자들은 모두 그들의 환심을 얻기 위해 조공을 바쳤다. 서요인들이 관여하지 않은 것은 동쪽의 금나라와의 갈등 때문일 수 있다. 1156년, 포룽둔(Po Longdun)이 이끄는 금나라 군대가 케둔에서 수백 명의 서요 약탈 집단과 만났다. 서요군은 협상 후 철수했다. 금나라의 지배하에 있던 거란인들은 1161년에 반란을 일으켰다. 반란 지도자 중 한 명인 사바(Saba)는 서요로 도주할 계획이었으나, 다른 거란 지도자 야율워워(Yelü Wowo)에게 살해당했고, 야율워워는 스스로 새로운 거란 황제임을 선포했다. 야율워워는 1163년 여진족에게 살해당했다.
서요는 봉신국인 카를루크족, 카라한족, 화레즘 간의 분쟁에서 핵심적인 역할을 했다. 1156년 초, 카를루크족은 사마르칸트의 서카라한족 통치자 이브라힘 타브가치 칸을 살해했다. 이브라힘은 아들 마흐무드가 1년 동안 뒤를 이었으나, 이브라힘의 형제 알리 차그리 칸이 권력을 잡았다. 알리는 형의 복수를 원했고 즉위 직후 카를루크족 지도자 중 한 명을 살해했다. 1156년 초, 카를루크족은 화레즘으로 도주하여 통치자 일 아르슬란에게 도움을 요청했고, 일 아르슬란은 사마르칸트에 군대를 보냈다. 알리는 그의 종주국인 서요에게 도움을 요청했고, 서요는 동카라한족의 통치자에게 그를 돕도록 지시했다. 동카라한족은 사마르칸트를 강화하기 위해 1만 명의 기병을 보냈으나, 화레즘 군대가 너무 많아 편안하게 교전할 수 없었고, 종교 고위 인사들의 도움으로 휴전이 성립되었다. 카를루크족은 이전 직책으로 복귀했고 일 아르슬란은 화레즘으로 돌아갔다. 카를루크족은 서요가 서카라한족에게 그들을 부하라와 사마르칸트에서 카슈가르로 몰아내도록 명령할 때까지 사마르칸트에 계속 문제를 일으켰다. 이브라힘의 형제인 마수드 타브가치 칸은 이 기회를 이용하여 트란스옥시아나에서 카를루크족을 숙청했다.

### 야율보속완 (재위 1164–1177)

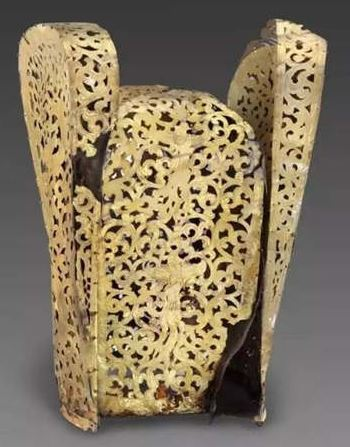
거란(요나라) 금관

야율보속완 (재위 1164–1177)은 그녀의 오빠인 야율이열에 의해 명시적으로 후계자로 지명되었다. 승천태후로 알려진 야율보속완은 서요의 관심을 서쪽으로 돌렸다. 1165년, 서요는 마수드 타브가치 칸의 발흐와 안드쿠드 침략에 참여하여 오구즈족의 지배하에 있던 지역을 점령하고 발흐를 서요의 통치하에 편입시켰는데, 이는 1198년까지 지속되었다. 1172년, 서요는 아무다리야강을 건너 화레즘을 공격했는데, 그 통치자 일 아르슬란이 조공을 게을리했기 때문이다. 일 아르슬란은 전투 도중 병에 걸려 카를루크족 지휘관에게 군대를 이끌게 하고 자신은 뒤에 머물렀다. 화레즘 군대는 크게 패배했고 일 아르슬란은 화레즘으로 돌아와 1172년 3월에 사망했다. 그러나 새로운 조공 협정은 강제되지 않았는데, 아마도 서요가 이미 승리에서 거둔 전리품에 만족했기 때문일 수 있다.
일 아르슬란의 죽음은 그의 두 아들 간의 왕위 계승 분쟁으로 이어졌고, 서요가 개입했다. 어린 아들인 술탄 샤는 그의 어머니 테르켄 카툰의 도움으로 즉위했고, 어머니가 그의 이름으로 통치했다. 형인 테키시는 서요 조정으로 도주하여 화레즘의 보물과 연간 조공의 일부를 대가로 새로운 통치자로 자신을 세우는 데 지원을 요청했다. 야율보속완은 그녀의 남편 소두올루부(Xiao Duolubu)와 대군을 보내 테키시의 주장을 지지했다. 술탄 샤와 그의 어머니는 화레즘을 떠났고 테키시는 1172년 12월 11일에 즉위했다. 테르켄 카툰은 전 셀주크 아미르인 무아이이드 알 딘 아이 아바의 도움을 받아 자신들의 대의를 위해 싸웠다. 그러나 그는 1174년 7월 화레즘에서 패배하고 처형되었다. 술탄 샤와 그의 어머니는 디히스탄으로 도주했고, 테키시는 그곳을 정복하고 테르켄 카툰을 죽였다. 술탄 샤는 니샤푸르에 있는 무아이이드의 아들 투간 샤(Tughan Shah)에게 도주했고, 그 다음에는 구르인에게 도주했다.
테키시는 곧 서요와 갈등을 겪었다. 그들에게 왕위를 빚졌음에도 불구하고, 테키시는 그들의 사신들의 행동이 모욕적이고 그들의 요구가 원래의 합의를 초과한다고 생각했다. 1170년대 중반, 테키시는 서요 왕족의 일원인 사신들의 지도자를 살해하고, 화레즘 귀족들에게 화레즘에 들어오는 모든 서요인을 살해하라고 명령했다. 야율보속완은 구르인이 자신의 주장에 도전하지 않을 것이라는 것을 깨달은 후 이미 서요 조정과 연락하고 있던 술탄 샤를 소환하고, 그의 남편이 이끄는 대군을 그와 함께 보내 테키시를 축출하도록 했다.
화레즘과의 갈등 와중에 서요는 북쪽과 동쪽 부족들의 반란에도 직면했다. 1170년대 초, 서요는 아벤시(Abensi)라는 부마를 북쪽의 예불리안(Yebulian) 및 다른 부족들에 대항하여 보냈다. 아벤시는 그들을 물리치지 못했고 갈등은 1175년까지 지속되었다. 같은 해, 나이만족과 캉글리족은 금나라에 항복했다. 1177년, 서요는 금나라 영토에 스파이를 보냈고 그 소식은 금나라 조정에 전해졌다. 이에 대응하여 금나라는 북서쪽의 거란인들을 북동쪽으로 재정착시켰다. 또한, 쑤이더의 국경 시장은 스파이들의 거점으로 사용될까 우려하여 폐쇄되었다.
남편이 없는 동안, 야율보속완은 남편의 동생인 소복고지(Xiao Fuguzhi)와 연애 관계를 맺었다. 그녀는 남편과 헤어져 소복고지와 더 많은 시간을 보내려 했으나, 그녀의 시아버지가 그녀의 계획을 눈치채고 쿠데타를 일으켰다. 소월리라(Xiao Wolila)는 그의 군대를 이끌고 궁궐을 포위하고 그의 아들과 황후를 모두 살해했다.

### 야율직로고 (재위 1177-1211)

#### 화레즘 전쟁
소월리라는 야율이열의 둘째 아들인 야율직로고(재위 1178–1211)를 황위에 앉혔다.
야율직로고의 즉위 당시, 고인이 된 황후의 남편 소두올루부(Xiao Duolubu)의 지휘 아래 대규모 서요군이 술탄 샤를 따라 화레즘으로 향하고 있었다. 테키시는 아무다리야 강의 제방을 범람시키고 진격을 막음으로써 서요군의 진격을 막을 수 있었다. 소두올루부는 후퇴하기로 결정했지만 술탄 샤는 그에게 군대 일부를 남겨주는 대가로 거액을 제안했다. 이 군대는 술탄 샤와 함께 호라산에서 오구즈족과 싸웠다. 1181년, 그들은 그가 메르브, 사라크스, 나사, 아비와르드를 점령하는 데 도움을 주었다.
1181년, 테키시와 결혼 동맹을 맺은 카라 오잔 칸(Qara Ozan Khan) 휘하의 킵차크인들이 서요 영토 내 탈라스를 공격했다.
1182년, 테키시는 부하라를 공격했다. 그 자신의 설명에 따르면, 도시 주민들은 그의 무슬림 군대보다 불신자들의 통치를 더 선호했다고 한다. 테키시는 도시를 점령했지만, 얼마나 오래 점령했는지는 불확실하다. 언급의 부족과 "트란스옥시아나에서의 일"로 일축하는 듯한 묘사는 아마도 짧은 기간을 의미할 것이다. 1193년경, 부하라는 다시 서요의 카라한족 봉신에 의해 통치되었다. 이때쯤 부하라의 사드르(sadr)는 카라한족 통치자 이브라힘 아르슬란 칸(Ibrahim Arslan Khan)을 칭송하는 노래를 불렀다.
테키시와 그의 형제 술탄 샤 사이의 호라산 갈등은 술탄 샤가 사망한 1193년까지 계속되었다. 테키시는 갈등 기간 동안 그의 형제를 지원하는 서요군에 대항하여 아무다리야 강을 지키기 위해 예방 조치를 취했지만, 서요는 이 문제에 대해 더 이상의 대응을 하지 않았다. 테키시와 서요 조정 사이의 관계 개선은 1194년 이전에, 늦어도 1198년 이전에 이루어졌을 가능성이 높다. 이때 서요는 구르인에 대항하는 테키시를 도왔다. 적대 행위의 중단은 아마도 재정적 합의였을 것이다. 여러 이슬람 자료들은 테키시가 서요에 충실히 조공을 바쳤고 그의 아들에게도 계속 그렇게 하도록 명령했다고 주장한다.

#### 부족 갈등
동쪽으로는 송나라의 첩보 보고서에 따르면 서요가 1185년에 서하와 동맹을 맺어 금나라를 공격하려 했다는 모호한 증거가 있다. 비록 아무것도 이루어지지 않았지만, 금나라는 서요의 위협을 분명히 심각하게 받아들였다. 1188년, 금나라의 고위 관리 완안향(Wanyan Xiang)은 북부 부족들 사이에서 조공을 수집하는 임무를 마치고 돌아와 황제에게 신민들이 서요로 이탈하는 것을 막기 위한 상세한 계획과 지도를 제시했다. 완안향은 그의 공헌으로 승진했다. 1190년, 서요의 한 종속 부족이 금나라에 항복했는데, 이는 이 새로운 정책의 결과였을 수 있다.
1190년대 초, 케레이트족의 칸인 토그릴은 자신의 가족에게 쫓겨난 후 군사적 지원을 찾아 서요로 도망쳤다. 지원이 오지 않자, 토그릴은 1196년 테무진의 도움을 구하며 몽골로 돌아갔다. 토그릴은 나중에 금나라와 동맹을 맺었고, 이를 통해 1197년에 또 다른 칭호인 옹 칸을 받았다.

#### 구르 왕조 전쟁
1198년, 구르인 통치자 중 한 명인 무함마드 구리는 서요의 봉신으로부터 발흐를 점령했다. 화레즘 샤 테키시(그 또한 구르인과 갈등 중이었다)는 기야스 앗 딘 무함마드가 화레즘과 트란스옥시아나를 점령할 것이므로 이를 그냥 지나쳐서는 안 된다고 서요를 촉구했다. 서요는 쿠르주반(현대 탈로칸 인근) 주변의 구르인 영토를 침략했다. 처음에는 승리하여 많은 구르인 병사들을 죽이고 포로로 잡았지만, 밤에 기습 공격을 받아 놀랐다. 아침에 기야스 앗 딘의 증원군이 도착하자 서요군은 심하게 패배하여 12,000명의 손실을 입었다. 서요는 입은 피해에 대한 보상을 위해 테키시에게 돌아섰고, 소두올루부(Xiao Duolubu)를 화레즘으로 보내 징수했다. 테키시는 다시 구르인들에게 도움을 요청했다. 기야스 앗 딘은 테키시가 칼리프에게 복종하고 이전에 서요가 점령했던 영토를 반환하는 조건으로 보상에 동의했다. 그 결과, 화레즘은 구르인 자금을 사용하여 구르인과의 싸움에서 발생한 서요의 손실에 대해 어떤 형태로든 보상을 제공할 수 있었다. 테키시는 1200년에 사망했고, 그의 아들 무함마드 2세는 서요의 조공국으로서 통치를 시작했다.
구르인은 테키시의 죽음을 틈타 메르브와 사라흐스를 포함한 호라산의 일부를 정복하고, 그곳에 무함마드 2세의 조카인 힌두 칸을 자신들의 신민으로 임명했다. 1201년 9월, 무함마드 2세는 메르브로 진군했다. 힌두 칸은 서요로 도망치려 했지만, 그들에게 닿기 전에 살해당했다. 무함마드 2세와 구르인 사이의 호라산 갈등은 몇 년 동안 계속되었다. 1204년, 무함마드 구리는 화레즘을 직접 공격했다. 무함마드 2세는 서둘러 화레즘으로 돌아와 구르인의 진격을 늦추기 위해 제방을 터뜨리고 초원을 불태웠다. 화레즘 군대는 구르간지 동쪽 운하 근처에서 구르인에게 크게 패했고, 무함마드 2세는 서요로 도망쳤다. 서요는 타이앙구(Tayangu)와 카라한족 통치자 우스만 이븐 이브라힘과 그의 사촌 타지 알 딘 빌게 칸(Taj al-Din Bilge Khan), 오트라르의 통치자가 이끄는 1만 또는 4만 명의 병력을 지원으로 보냈다. 구르인들은 서요의 증원군 소식을 듣자 남쪽으로 후퇴했다.
구르인의 후퇴 이후 사건의 순서는 불분명하다. 한 가지 설명은 구르인들이 화레즘 군대에게 추격당하여 서요의 손에 넘어갔다는 것이다. 다른 설명은 구르인들이 먼저 서요에게 승리했지만 피로로 인해 추월당했다는 것이다. 또 다른 설명에 따르면, 구르인들은 화레즘 군대에게 도망치면서 병력을 분산시켰고, 서요가 사막에서 그들을 붙잡았다는 것이다. 서요는 20,000명의 기병으로 구르인들을 공격했고, 구르인들에게 강한 바람이 불어와 서요가 승리했다. 그러나 모든 설명은 서요가 구르인들을 메르브와 발흐 사이의 마을인 안드쿠드까지 추격했고, 그곳에서 무함마드 구리가 성에 피신했다는 점에서는 일치한다. 서요가 그를 붙잡으려 할 때, 우스만(Uthman)이 개입하여 구르인들의 항복을 협상했다. 이 행위는 무슬림 지도자들 간의 연대 때문이라고 설명된다. 한 기록에 따르면, 우스만은 구르인들에게 밤에 병력을 성 안팎으로 이동시켜 증원군이 도착하는 것처럼 보이게 하여 협상력을 높이라고 조언했다. 타이앙구와 서요는 몸값 지불을 대가로 무함마드 구리를 보내주기로 합의했다. 한 기록에 따르면, 그 지불은 무함마드 구리가 소유한 모든 것이었지만, 다른 기록은 그 지불이 훨씬 더 적었고, 코끼리 한 마리와 추가 지불로 구성되었다고 명시한다. 구르인들은 발흐를 유지했고, 아무다리야 강은 두 왕국 간의 국경으로 합의되었다.
무함마드 구리는 나중에 서요에 복수하기 위해 돌아왔다. 1205년 여름, 발흐의 구르인 총독은 티르미드를 점령하고 그곳에 주둔한 서요 군대를 격파했다. 아무다리야 강을 가로지르는 다리를 건설하여 구르인의 트란스옥시아나 침공을 용이하게 할 계획이 진행 중이었다. 그러나 이 모든 것이 결실을 맺기 전에 무함마드 구리는 1206년 3월 13일에 사망했고, 구르인의 침공은 끝났다.

#### 화레즘의 부상
화레즘의 무함마드 2세는 티르미드의 총독을 설득하여 항복하게 하고 서요의 통제하에 돌려주었다. 그 대가로 서요는 화레즘 샤가 호라산 전역에 대한 종주권을 인정했다.
화레즘의 무함마드 2세는 서요가 그의 주장을 인정하는 것을 약점의 징조로 보았고, 1207년 방패 제작자의 아들 산자르가 부하라에서 지역 지도부에 대항하여 반란을 일으키자 트란스옥시아나에 개입하기 시작했다. 세금 징수를 담당하던 부르한(Burhan) 가문의 대표자들은 도움을 요청하기 위해 서요 조정으로 갔다. 서요는 부르한 가문의 위치를 재확인했지만, 구체적인 지원은 제공하지 않았다. 서요의 지원이 없는 상황에서 부하라와 사마르칸트의 귀족들은 무함마드 2세에게 도움을 구했다. 서요에 도전하기 전에 무함마드 2세는 특정 영역에서 구르인들과 타협하고, 서요가 왕실 공주와의 결혼을 거부하여 모욕을 당했던 카라한 칸국의 통치자 우스만 이븐 이브라힘의 도움을 얻어 준비를 마쳤다.
1207년, 무함마드 2세는 부하라에 입성하여 산자르를 화레즘으로 추방했다. 서요는 그에게 대항하여 군대를 보냈고, 얼마 동안 전쟁이 계속되다가 사마르칸트의 새로운 화레즘 위원인 토르트-아바(Tort-Aba)와 카부드-자마(타바리스탄)의 이스파흐바드(isfahbad)가 서요로 이탈했다. 양측 모두 후퇴했지만, 서요는 많은 포로를 잡았다. 한때 무함마드 2세가 실제로 포로로 잡혔지만 인식되지 않아 풀려났다는 기록도 있다.
무함마드 2세가 없는 동안, 그의 형제 알리 샤 (타바리스탄의 총독)와 코즐리 (니샤푸르의 사령관)는 호라산의 통치자로 자신들을 세우려 했다. 무함마드 2세가 돌아오자, 코즐리는 도망쳤고 그와 그의 아들은 곧 살해되었으며, 알리 샤는 피루즈쿠흐로 도주했다. 무함마드 2세는 헤라트와 피루즈쿠흐를 정복하여 호라산에서 그의 지위를 회복했다. 1208-9년, 알리 샤는 처형되었다. 화레즘은 1209-10년에 무함마드 2세가 킵차크족에 대한 원정을 계획하고 있을 때 서요에 다시 조공을 바쳤다. 그 순간 서요와의 관계를 단절하고 싶지 않았던 무함마드 2세는 조공 문제를 그의 어머니에게 맡겼고, 어머니는 서요 사신들을 큰 존경심으로 환영했다. 그러나 서요의 최고 재상인 마흐무드 타이(Mahmud Tai)는 설득되지 않았고 무함마드 2세가 다시 조공을 바칠 것 같지 않다고 보고했다.
이 시기 후반에는 화레즘 제국처럼 남쪽으로 멀리 확장되었으나, 서요 멸망 2년 후인 1220년에 몽골인에게 정복되었다. 남쪽에서는 카라한 칸국의 봉신들이 느슨하게 지배되었으며, 서로, 서요, 화레즘, 구르 왕조와 다양한 갈등을 겪었다.

#### 동방의 반란
1204년, 서요는 호탄과 카슈가르시에서 반란을 진압했다. 1209년, 고창이 서요에 반란을 일으켰다. 서요의 관리들은 높은 건물로 쫓겨 들어가 살해당했다. 위구르 통치자 바르추크 아르트 테긴은 이 사건을 서요에 보고했지만, 이때 고창의 주민들은 이미 몽골로 이탈하기 시작했다. 칭기즈 칸의 사신들이 고창에 도착하자, 위구르 통치자는 몽골 칸에게 충성을 맹세했다. 칭기즈 칸은 바르추크에게 그의 딸을 주었고, 그 대가로 궁정 출석과 상당한 조공을 받았다. 1209년 말 또는 1210년 초, 메르키트 난민들이 고창에 도착하자 바르추크는 그들을 공격하여 쫓아냈다. 그는 칭기즈 칸에게 조공과 함께 자신의 충성스러운 행동을 서둘러 보고했다. 1211년, 위구르 이디쿠트(Idiqut)는 케룰렌강에서 칭기즈 칸을 알현했다. 같은 해, 서요의 또 다른 봉신인 카를루크족 아르슬란 칸(Arslan Khan)은 칭기즈 칸에게 항복했다.

### 쿠츨루크의 찬탈과 칸국의 종말
1208년, 나이만 왕자 쿠츨루크는 몽골인들에게 패배한 후 고향을 떠났다. 쿠츨루크는 서요에게 환영받았고, 야율직로고의 딸과 결혼하는 것이 허락되었다. 그러나 1211년, 쿠츨루크는 반란을 일으켜 사냥 중이던 야율직로고를 붙잡았다. 야율직로고는 명목상의 통치자로 남아있을 수 있었지만 2년 후 사망했고, 많은 역사가들은 그의 죽음을 서요 제국의 종말로 간주한다. 1216년, 칭기즈 칸은 그의 장군 제베를 보내 쿠츨루크를 추격하게 했다. 쿠츨루크는 도주했지만, 1218년에 마침내 붙잡혀 참수되었다. 몽골인들은 1220년에 서요의 이전 영토를 완전히 정복했다.

### 여파
서요인들은 몽골 제국에 흡수되었다. 서요군 중 일부는 이미 쿠츨루크에 대항하여 싸우는 몽골군에 합류했었다. 부라크 하집에 의해 건국된 또 다른 서요인 집단은 키르만에서 몽골의 봉신으로 살아남았으나, 일 칸국의 울제이투 통치 기간에 독립적인 실체로 존재하지 않게 되었다. 서요인들은 몽골군의 일부로서 유라시아 전역에 널리 흩어졌다. 14세기에는 민족적 정체성을 잃기 시작했지만, 그들의 존재 흔적은 아프가니스탄에서 몰도바에 이르는 씨족 이름이나 지명으로 남아 있을 수 있다. 오늘날에도 키타이 부족은 북부 키르기스스탄에 살고 있다.

## 행정
거란족은 그들의 수도 발라사군 (오늘날 키르기스스탄)에서 통치하며, 제국의 중앙 지역을 직접 통제했다. 제국의 나머지 부분은 주로 화레즘, 카를루크, 위구르족의 고창국, 캉갈리족, 그리고 서, 동, 페르가나의 카라한족 등 고도로 자치적인 종속국으로 구성되었다. 늦게 도착한 나이만족도 제국을 쿠츨루크 휘하에서 찬탈하기 전에 봉신이 되었다.
거란 통치자들은 요나라로부터 많은 행정 요소를 계승했으며, 유교적 행정과 제국적 상징 사용을 포함한다. 제국은 또한 구르한 (보편 칸) 칭호를 채택했다. 거란족은 중국력을 사용하고, 중국식 제국 및 행정 칭호를 유지했으며, 황제에게 연호를 부여하고, 중국식 주화를 사용했으며, 봉신들에게 제국 인장을 보냈다. 대부분의 행정 칭호는 중국어에서 파생되었지만, 제국은 타양구 (튀르크어)와 와지르와 같은 현지 행정 칭호도 채택했다.
거란족은 중앙아시아에서도 옛 관습을 유지했다. 그들은 유목민으로 남아 있었고, 전통 의상을 고수했으며, 요나라 거란족이 따르던 종교적 관습을 유지했다. 여기에는 불 숭배와 흰 말과 함께 회색 소를 희생하는 부족 관습이 포함되었다. 서요에만 있는 독특한 혁신으로, 거란족은 각 병사에게 급여를 지급했다.
이 제국은 통치자와는 상당히 다른 다양한 인구를 지배했다. 인구의 대다수는 정주민이었지만, 제국 말기에는 나이만족의 유입으로 인해 인구가 갑자기 더 유목적으로 변했다. 그들의 신민 대다수는 무슬림이었지만, 상당수의 소수 민족은 불교와 네스토리우스교를 믿었다. 중국어와 거란어가 주요 행정 언어였지만, 제국은 페르시아어와 위구르어로도 행정 업무를 수행했다.

## 중국과의 연관성

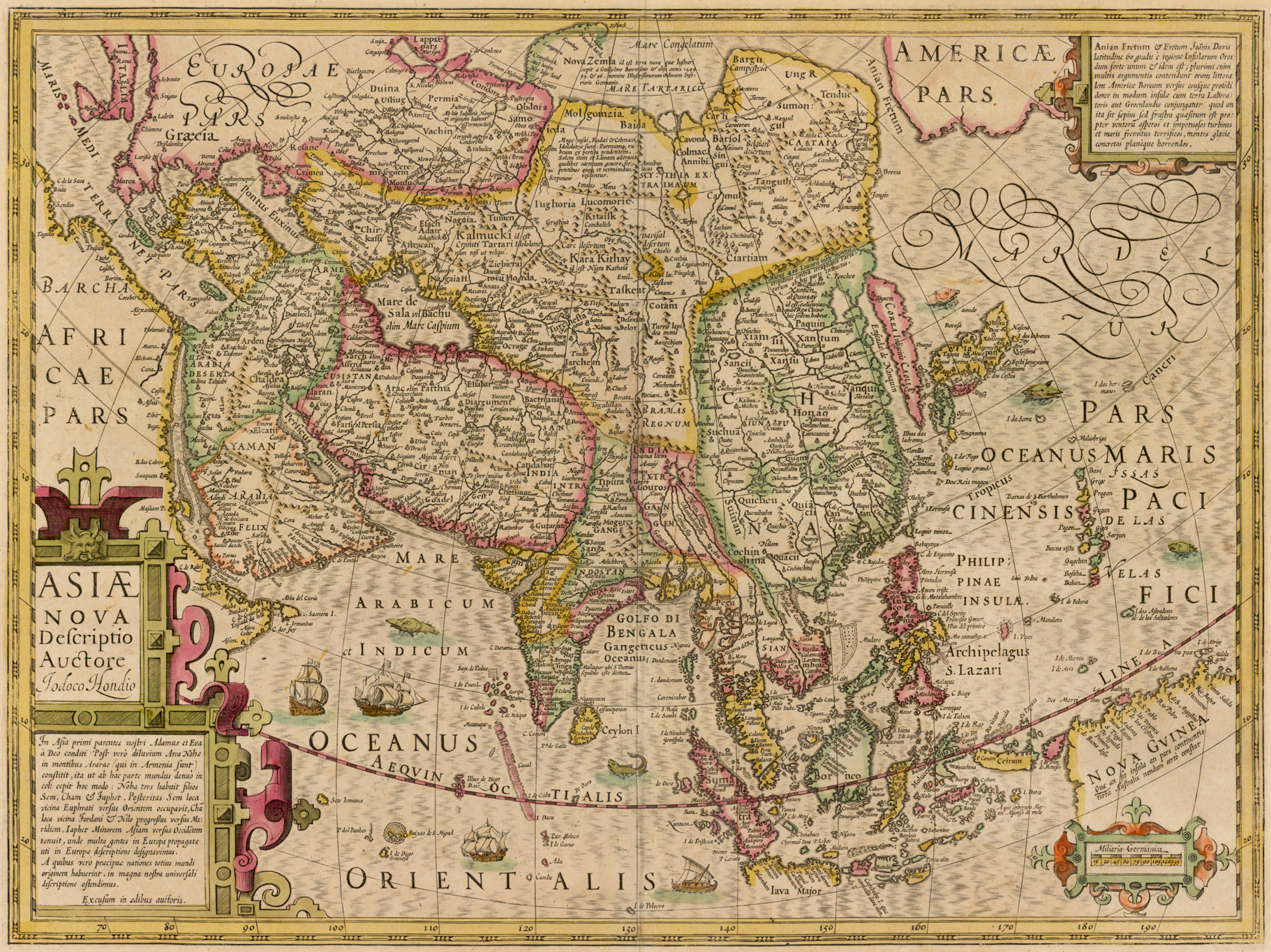
유럽 지도들은 서요 멸망 수세기 후에도 중앙아시아 어딘가에 "카라-키타이" 땅을 표시했다. 이 1610년 요도쿠스 혼디우스의 지도는 그것을 타슈켄트 북쪽에 위치시킨다.

중국 역사학에서 서요는 가장 일반적으로 "서요"(西遼)라고 불리며, 요나라와 마찬가지로 정통 중국의 왕조로 간주된다. 서요의 역사는 요사 (24사 중 하나)에 포함되었으며, 이는 원나라 시대에 토크토아 등이 공식적으로 편찬했다.
당나라 멸망 이후, 여러 비-한족 계통의 왕조들은 스스로를 중국의 정통 왕조로 묘사함으로써 위신을 얻었다. 서요 군주들은 "중국 황제"라는 칭호를 사용했고, "친(Chīn)의 칸"으로도 불렸다. 서요는 중앙아시아인들에게 자신들의 통치를 정당화하기 위해 "중국의 이미지"를 사용했다. 중국 황제는 투르크족, 아랍인, 인도인, 비잔틴 로마인 통치자들과 함께 이슬람 작가들에게 세계의 "다섯 위대한 왕"으로 알려졌다. 서요는 중국 주화, 중국 황제 칭호, 중국 문자 체계, 석판, 인장, 도자기, 거울, 옥과 같은 중국 제품 및 기타 중국 관습과 같은 중국 국가의 외양을 유지했다. 요나라 중국 전통에 대한 충실함은 서요가 이슬람으로 개종하지 않은 이유로 제시되었다. 중국적 외양에도 불구하고, 서요 인구 중 한족은 비교적 적었다. 이 한족들은 요나라 시대에 케둔에 살았고, 1124년 야율대석 휘하의 거란인들과 함께 발해인, 여진족, 몽골 부족, 그리고 소씨 황후족을 포함한 다른 케둔 주민들과 함께 이주했다.
서요의 무슬림 다수 중앙아시아 통치는 당나라가 수백 년 전에 이 지역에 대한 통제권을 상실했음에도 불구하고 중앙아시아가 중국과 연결되어 있다는 일부 무슬림 작가들의 견해를 강화하는 효과를 가져왔다. 마르와지는 트란스옥시아나가 중국의 이전 일부였다고 썼고, 파크르 알 딘 무바라크 샤(Fakhr al-Dīn Mubārak Shāh)는 중국을 "튀르키스탄"의 일부로 정의했으며, 발라사군과 카슈가르는 중국의 일부로 간주되었다.

### 유산
키타이와 중국의 연관성은 키타이의 힘의 가장 지속적인 흔적이 거기서 파생된 이름들, 예를 들어 중세 라틴어로 중국을 뜻하는 캐세이와 같은 이름이라는 것을 의미했다. 키타이에서 파생된 이름들은 현대에도 여전히 사용되고 있으며, 예를 들어 러시아어, 불가리아어, 우즈베크어, 몽골어에서 중국을 지칭하는 이름들이 그렇다. 그러나 중국 당국은 튀르크어 사용자들이 중국 내에서 "중국" 또는 "중국인"을 의미하는 이름으로 키타이를 사용하는 것을 경멸적인 것으로 간주하여 금지하려고 시도했다.

## 인장

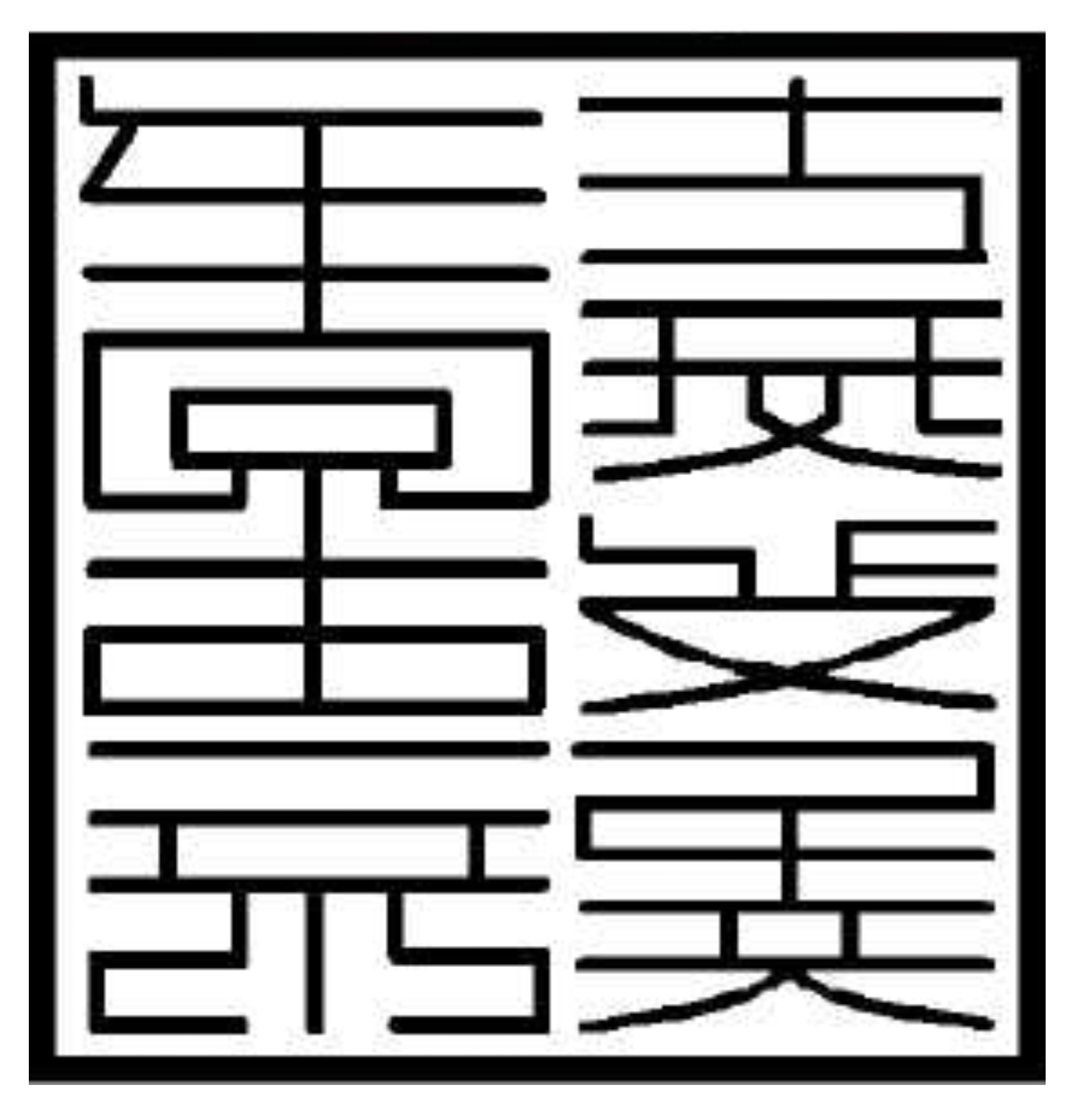
거란 대자로 새겨진 중국식 관인

2019년 가을, 우스튜르트고원 근처에 위치한 캐러밴서라이 근처에서 중국식 청동 인장이 발견되었다. 이 인장은 무게 330g, 크기 50x52x13mm이며 손잡이 높이는 21mm이다. 인장의 새김은 거란 대자로 쓰여 있으며 20개의 글자를 포함한다. 이 인장은 야율직로고 황제 통치 시기인 천희 20년 (또는 그레고리력 1197년) 3월에 제작된 것으로 추정되어 서요 시대에 확실히 귀속될 수 있는 최초의 인장이었다. 이 인장의 발견은 서요 칸국이 중국식 행정 관행을 채택했음을 더욱 보여주는데, 이러한 인장은 중국 제국 정부 기구에서 흔히 사용되었기 때문이다.
2020년 현재 서요에서 중국 제국과 동일한 인장 규정이 존재했는지, 서요 인장의 크기가 표준화되었는지 여부는 불분명하다.

## 서요의 군주
| 묘호 (廟號 miàohào) | 시호 (諡號 shìhào)                                                  | 본명                                                     | 관습          | 재위 기간 | 연호 (年號 niánhào) 및 해당 기간                                      |
| --- | ------------------------------------------------------------------- | -------------------------------------------------------- | ------------- | --------- | --------------------------------------------------------------------- |
| 덕종 (德宗 Dézōng) | 천우무렬황제 (天祐武烈皇帝 Tiānyòu Wǔliè Huángdì)                   | 야율대석 (耶律大石 Yēlǜ Dàshí 또는 耶律達實 Yēlǜ Dáshí)1 | 본명 사용     | 1124–1144 | 연경 (延慶 Yánqìng) 1124 또는 1125–1134 강국 (康國 Kāngguó) 1134–1144 |
| 해당 없음 | 감천황후 (感天皇后 Gǎntiān Huánghòu) (섭정)                         | 소탑불연 (蕭塔不煙 Xiāo Tǎbùyān)                         | "서요" + 시호 | 1144–1150 | 함청 (咸清 Xiánqīng) 1144–1150                                        |
| 인종 (仁宗 Rénzōng) | 존재하지 않음                                                       | 야율이열 (耶律夷列 Yēlǜ Yíliè)                           | "서요" + 묘호 | 1150–1164 | 소흥 (紹興 Shàoxīng) 또는 속흥 (Xùxīng 續興)2 1150–1164               |
| 해당 없음 | 승천태후 (承天太后 Chéngtiān Tàihòu) (섭정)                         | 야율보속완 (耶律普速完 Yēlǜ Pǔsùwán)                     | "서요" + 시호 | 1164–1178 | 숭복 (崇福 Chóngfú) 1164–1178                                         |
| 존재하지 않음 | 말주 (末主 Mòzhǔ "마지막 군주") 또는 말제 (末帝 Mòdì "마지막 황제") | 야율직로고 (耶律直魯古 Yēlǜ Zhílǔgǔ)                     | 본명 사용     | 1178–1211 | 천희 (天禧 Tiānxī 또는 Tiānxǐ 天喜)3 1178–1218                        |
| 존재하지 않음 | 존재하지 않음                                                       | 쿠츨루크 (屈出律 Qūchūlǜ)                                | 본명 사용     | 1211–1218 |                                                                       |
| 1 "다시(Dashi)"는 중국어 관직명 "태사(Taishi)"를 의미할 수도 있고, 중국어 음차로 보아 튀르크어로 "돌(Stone)"을 의미할 수도 있다. 2 최근 발견된 서요 주화에는 "속흥(Xuxing)"이라는 연호가 새겨져 있어, 중국 문헌에 기록된 "소흥(Shaoxing)"이라는 연호가 부정확할 수 있음을 시사한다. 3 최근 발견된 서요 주화 중 "천희(天喜)"라는 연호가 새겨진 것이 있어, 중국 문헌에 기록된 "천희(天禧)"라는 연호가 부정확할 수 있음을 시사한다. |                                                                     |                                                          |               |           |                                                                       |

## 같이 보기
- 거란족의 역사
  - 요나라
  - 북요
  - 동요국
  - 후요
  - 쿠틀루그-카니드 왕조
- 부라크 하집
- 차가타이 칸국
- 카라한 칸국
- 원시 몽골족
- 중앙 스텝의 역사

### 인용
1. 1 2 3 4  Grousset 1991, 165쪽.
2. ↑  Lamb, Harold (1927). 《Genghis Khan: Emperor of All Men》. International Collectors Library. 53쪽.
3. ↑  Morgan & Stewart 2017, 57쪽.
4. 1 2  中国历史大辞典：辽夏金元史 (중국어 (중국)). 1986. 131쪽.
5. 1 2  Sicker, Martin (2000). 《The Islamic World in Ascendancy: From the Arab Conquests to the Siege of Vienna》. Bloomsbury Academic. 57쪽. ISBN 9780275968922.
6. ↑  Grousset, René (1970). 《The Empire of the Steppes: A History of Central Asia》. Rutgers University Press. 166쪽. ISBN 9780813513041.
7. ↑  Komaroff, Linda (2006). 《Beyond the Legacy of Genghis Khan》. Brill. 77쪽. ISBN 9789047418573.
8. ↑  Biran 2005, 2쪽.
9. ↑  Biran, Michal (2020년 6월 30일). 《The Qara Khitai》 (PDF). 《Oxford Research Encyclopedia of Asian History》. doi:10.1093/acrefore/9780190277727.013.59. ISBN 978-0-19-027772-7. The Qara Khitai or Western Liao 西遼 dynasty (1124–1218) is the only dynasty that did not rule any part of China proper but is still considered a Chinese dynasty by both Chinese and Muslim historiography.
10. ↑  Biran 2005, 93쪽, "Though firmly located in Central Asia, the Qara Khitai or Western Liao is considered by the Liao Shi to be a legitimate Chinese dynasty, whose basic annals follow that of the proper Liao".
11. ↑  Morgan & Stewart 2017, 56–57쪽.
12. ↑  Schouenborg, Laust (2016). 《International Institutions in World History: Divorcing International Relations Theory from the State and Stage Models》. Taylor & Francis. 133쪽. ISBN 9781315409887.
13. ↑  Kane 2009, 163쪽.
14. ↑  Biran 2005, 216–217쪽.
15. ↑  Chen, Yuan Julian (2014). 《Legitimation Discourse and the Theory of the Five Elements in Imperial China》. 《Journal of Song-Yuan Studies》 (영어) 44. 325–364쪽. doi:10.1353/sys.2014.0000. S2CID 147099574.
16. 1 2 3  Sinor, D. (1998), 〈Chapter 11 – The Kitan and the Kara Kitay〉 (PDF),   Asimov, M.S.; Bosworth, C.E., 《History of Civilisations of Central Asia》, 4 part I, UNESCO Publishing, ISBN 978-92-3-103467-1, 2016년 10월 28일에 원본 문서 (PDF)에서 보존된 문서
17. ↑  Biran 2005, 215–217쪽.
18. ↑  Starr 2015, 43쪽.
19. ↑  Twitchett 1994, 149–151쪽.
20. 1 2  Twitchett 1994, 151쪽.
21. ↑  Biran 2005, 32쪽.
22. ↑  Biran 2005, 36쪽.
23. ↑  Biran 2005, 37쪽.
24. ↑  Biran 2005, 37-38쪽.
25. ↑  Biran 2005, 39쪽.
26. ↑  Biran 2005, 39-41쪽.
27. ↑  Biran 2005, 41–43쪽.
28. ↑  Asimov 1999, 238쪽.
29. ↑  Biran 2001, 61쪽.
30. ↑  Nowell 1953, 442쪽.
31. ↑  Biran 2001, 62쪽.
32. ↑  Biran 2005, 43–44쪽.
33. ↑  Biran 2005, 43쪽.
34. ↑  Grousset 1970, 160쪽.
35. 1 2 3  Biran 2005, 44쪽.
36. 1 2  Biran 2005, 46쪽.
37. ↑  Twitchett 1994, 153쪽.
38. ↑  Biran 2005, 40쪽.
39. ↑  Morgan & Stewart 2017, 56쪽.
40. 1 2  Biran, Michael (2001b). 《Chinggis Khan: Selected Readings》. Oneworld Publications. ISBN 9781780742045.
41. ↑  Denis Twitchett, Herbert Franke, John K. Fairbank, in The Cambridge History of China: Volume 6, Alien Regimes and Border States (Cambridge: 케임브리지 대학교 출판부, 1994), p. 153.
42. ↑  Biran 2005, 95쪽.
43. ↑  Biran 2005, 48–49쪽.
44. ↑  Biran 2005, 49–50쪽.
45. ↑  Biran 2005, 50쪽.
46. ↑  Biran 2005, 51쪽.
47. ↑  Biran 2005, 52쪽.
48. ↑  Biran 2005, 53-54쪽.
49. ↑  Biran 2005, 54-55쪽.
50. ↑  Biran 2005, 55-56쪽.
51. 1 2  Biran 2005, 57-58쪽.
52. ↑  Biran 2005, 57쪽.
53. ↑  Biran 2005, 60쪽.
54. ↑  Biran 2005, 60-61쪽.
55. ↑  Biran 2005, 61쪽.
56. 1 2  Biran 2005, 62쪽.
57. ↑  Biran 2005, 62-63쪽.
58. ↑  Biran 2005, 64쪽.
59. ↑  Biran 2005, 64-65쪽.
60. ↑  Biran 2005, 65-66쪽.
61. ↑  Biran 2005, 68쪽.
62. ↑  Biran 2005, 68-69쪽.
63. ↑  Biran 2005, 70쪽.
64. ↑  Biran 2005, 70-71쪽.
65. ↑  Biran 2005, 72쪽.
66. ↑  Biran 2005, 72-73쪽.
67. ↑  Biran 2005, 73-74쪽.
68. ↑  Biran, pp. 48–80 for the complex details
69. ↑  Biran 2005, 74-75쪽.
70. ↑  Biran 2005, 87쪽.
71. ↑  Biran 2005, 93–131쪽.
72. ↑  Biran 2005, 94쪽.
73. 1 2  Biran 2005, 93쪽.
74. ↑  Millward, James A. (2007). 《Eurasian Crossroads: A History of Xinjiang》. 컬럼비아 대학교 출판부. 42–쪽. ISBN 978-0-231-13924-3.
75. ↑  Biran, Michal (2001). 《Like a Might Wall: The armies of the Qara Khitai》 (PDF). 《Jerusalem Studies in Arabic and Islam》 25. 46쪽. 2015년 12월 10일에 원본 문서 (PDF)에서 보존된 문서.
76. ↑  Biran 2005, 34쪽.
77. ↑  Biran 2005, 97쪽.
78. ↑  Biran 2005, 102, 196–201쪽.
79. ↑  Biran 2005, 96–쪽.
80. ↑  Biran 2005, 27–쪽.
81. ↑  Biran 2005, 146쪽.
82. ↑  Biran 2005, 98–99쪽.
83. ↑  Biran 2005, 99–101쪽.
84. ↑  James A. Millward; Peter C. Perdue (2004).  S.F.Starr, 편집. 《Xinjiang: China's Muslim Boarderland》. M.E. Sharpe. 43쪽. ISBN 9781317451372.
85. 1 2 3 4 5 6  Vladimir A. Belyaev; A.A. Mospanov; S.V. Sidorovich (March 2020). 《Recently discovered Khitan script official seal of the Western Liao State (Russian Studies of Chinese Numismatics and Sigillography).》. 《Numismatique Asiatique》 (영어) 33 (Academia.edu). 2021년 6월 1일에 확인함.
86. ↑  Belyaev, V.A.; Nastich, V.N.; Sidorovich, S.V. (2012). 《The coinage of Qara Khitay: a new evidence (on the reign title of the Western Liao Emperor Yelü Yilie)》. 《Proceedings of the 3rd Simone Assemani Symposium, September 23–24, 2011, Rome》.
87. ↑  Belyaev (别利亚耶夫), V.A.; Sidorovich (西多罗维奇), S.V. (2022). 《天喜元宝"辨—记新发现的西辽钱币》 (PDF). 《中国钱币》. 36–38쪽.